# Казённое Узкое
Казённое Узкое — деревня в Дубровском районе Брянской области, в составе Сещинского сельского поселения. Расположена в 7 км к западу от посёлка Сеща, на автодороге А141 Брянск—Смоленск, у границы со Смоленской областью. Население — 1 человек (2010).
Возникла во второй половине XIX века; до 1929 года в Рославльском уезде Смоленской губернии (Радичская, с 1924 Сещинская волость). С 1929 в Дубровском районе; с 1920-х гг. по 1959 в Узщанском сельсовете.
| Годы      | 1904 | 1979 | 1989 | 2002 | 2010 |
| --------- | ---- | ---- | ---- | ---- | ---- |
| Население | 71   | 23   | 13   | 7    | 1    |